# وادي جبرين
وادي جبرين هو وادي يبدأ من عدة ينابيع تقع بين قريتي دورا وتفوح إلى الغرب من الخليل، على ارتفاع حوالي 850 مترًا فوق مستوى سطح البحر.

## المسار الجغرافي
في جزئه الأول، يمر الوادي عبر وادٍ ضيق يُعرف باسم وادي السعبية، حيث توجد بقايا قنوات مياه وبرك قديمة. لاحقًا، يمر بجوار عين أخرى بالقرب من مستوطنة أدورا وخربة الفارعة، التي يُعتقد أنها "فرعتون" المذكورة في سفر المكابيين.
بعد ذلك، يمر الوادي عند سفح قرية إذنا، موازياً لمسار طريق عابر يهودا وبقايا الطريق الروماني بين بيت جبرين والخليل. حتى وصوله إلى بيت جبرين، يُعرف باسم وادي الجمروة، نسبةً إلى الخربة القريبة، وفي بيت جبرين، يفصل الوادي بين كيبوتس بيت جبرين وبين بلدة بيت جبرين القديمة. ثم يمر الوادي بجانب تل بورنا وكيبوتس جلاعون، ويعبر الطريق السريع 6، ثم يمر تحت الجسور التي تحمل الطريقين 40 و3 (جسر فريزر). بالقرب من موشاف مشؤوت يتسحاق، يندمج الوادي مع مجرى وادي لخيش.

## التسمية
يُطلق على الوادي اسمه نسبةً إلى مدينة بيت جبرين القديمة التي يمر بجوارها. على امتداد 18 كيلومترًا من مجرى الوادي، بالقرب من موشاف شفیر، تم إنشاء مسار للمشي وركوب الدراجات في عام 2009.

## إعادة التأهيل
منذ عام 2006، بدأت منظمة كيرن كاييمت ليسرائيل (الصندوق القومي اليهودي) وبالتعاون مع المجالس الإقليمية والمستوطنات المحيطة، بمبادرة لزراعة الأشجار ذات الأوراق العريضة على ضفاف وادي جبرين.
تضمنت الأنواع المزروعة:
- السدر (شيزف شائع)
- البطم الأطلسي
- الخروب
- الزعرور الأحمر
- الدردار السوري
- القطلب (كلَّيل الخورنق)
- التين
- اللوز

شملت أعمال إعادة التأهيل إبعاد الأنشطة الزراعية عن حزام الوادي، إزالة النفايات، إنشاء طرق غابية على جانبي الوادي، تجهيز التربة لاستقبال مياه الجريان السطحي، غرس الأشجار، والعناية بالشتلات. كما تم تخصيص مساحات شاسعة لأغراض الزراعة المتنوعة، بما في ذلك البساتين وكروم العنب والمحاصيل الحقلية.